# マタイ効果
マタイ効果（マタイこうか、英語: Matthew effect）またはマタイ原理（マタイげんり、英語: Matthew principle）とは、条件に恵まれた研究者は優れた業績を挙げることでさらに条件に恵まれるという現象のことであり、それは科学界以外の様々な分野でも見ることができる。「金持ちはより金持ちに、貧乏人はより貧乏に」と要約できる。この概念は名声や地位の問題にも当てはまるが、要約の文字通り経済資本の累積的優位性にも当てはめることができる。
この効果は、1968年に社会学者ロバート・キング・マートンによって提唱された。その名称は、聖書のマタイによる福音書に因むものである。マートンは、彼の共同研究者であり妻の社会学者ハリエット・ザッカーマンをマタイ効果の概念の共著者として挙げている。

## 語源
この概念は、共観福音書の中の2つのイエスのたとえ話から命名されている。
この概念は、共観福音書の2つのバージョンにあるタラントのたとえに含まれる。
この概念は、共観福音書の2つのバージョン（マタイにはない）にある器の下のあかりのたとえにも含まれる。
この概念は、マタイによる福音書で、キリストが弟子たちにたとえ話の目的について説明している部分で再び提示されている。

## 科学社会学
科学社会学において、マタイ効果という言葉は、たとえ彼らの研究が似ていたとしても、著名な科学者の方が比較的未知の研究者よりも多くの信用を得るという現象を説明するために、ロバート・キング・マートンが造ったものである。 それはまた、信用が通常すでに有名な研究者に与えられることを意味する。例えば、たとえ全ての研究が大学院生によって行われたとしても、賞はプロジェクトに関わっている中で最も上級の研究者に与えられることがほとんどである。これは後に、スティーブン・スティグラーによって「科学的発見はその最初の発見者にちなんで名付けられることはない」というスティグラーの法則としてまとめられた。なお、スティグラーは、この法則の発見者はマートンであるとして、スティグラーの法則自体がスティグラーの法則を満たしていると主張している。
マートンはさらに、科学界ではマタイ効果が、単純な評判を超えてより広いコミュニケーションシステムに影響を及ぼし、社会的選択プロセスに関与し、その結果、資源と才能が著名な科学者に集中すると主張した。彼はその例として、未知の著者によって書かれた同等以上に優れた論文よりも、既に認められた著者による論文の方が受理されやすいという不均衡な可視性を提示している。彼はまた、著名人への注意の集中が彼らの自信の増大をもたらし、それにより、重要だが危険な問題の分野で研究を行うように彼らを推し進めることができるとも述べた。

## 教育
教育では、心理学者キース・スタンオービックによって、読解力の獲得に関する研究で観察される現象を表すためにマタイ効果という用語が使われている。通常、早いうちに読解力の獲得に成功すると、学習者が成長するにつれてより読解力を獲得するが、小学3-4年生までに読むことを怠ると、新しいスキルを獲得する上で生涯にわたり問題が示される。
これは、読書力の獲得に遅れをとっている子供は読むことが少なくなり、他の子供とのギャップが広がるためである。その後、生徒が「学ぶために読む」必要があるとき（本来ならばそれ以前に「読むために学ぶ」ことが必要だった）に、読むことが難しいため、他のほとんどの科目で困難が生じる。このようにして、彼らは学校でますます遅れて、他の生徒よりはるかに高い割合で落第した。

## ネットワーク科学
ネットワーク科学では、マタイ効果は、ネットワーク内の初期のノードが優先的に接続される現象（優先的アタッチメント）を表すために使用される。これは、これらのノードが早い段階でより多くのリンクを引き付ける傾向があるという意味である。優先接続のため、他の接続よりも多くの接続を取得するノードの接続性はより高い速度で向上する。従って、2つのノード間の接続性の初期の差異は、ネットワークが大きくなるにつれてさらに大きくなる。個々のノードは時間の平方根に比例して成長する。すなわち、マタイ効果は、インターネットなどの広大なネットワークにおけるノードの成長を説明している。